# ジャン＝マルク・ボスマン
ジャン＝マルク・ボスマン（Jean-Marc Bosman, 1964年10月30日 - ）は、ベルギー・リエージュ州リエージュ出身の元サッカー選手。現役時代のポジションはミッドフィールダー。
「ボスマン判決」の当事者で有名。

## 経歴
1988年から1990年まではベルギーリーグ2部のRFCリエージュの選手として2年契約でプレーしていたが、1990年6月30日をもって契約が満了した。
その後、知り合いがオーナーを務めるフランス2部リーグのUSLダンケルクから移籍のオファーがあり、契約合意に至っていたが、RFCリエージュがこれに難色を示し、ボスマンの所有権を主張、USLダンケルクからの移籍オファーを破談に追い込んだだけでなく、ボスマンを戦力外とした。USLダンケルクから移籍金が支払われなかったため、RFCリエージュはベルギーサッカー協会における選手ライセンスを移すための申請手続きを行わず、ボスマンのベルギーでの選手契約は無効となった。結局、シーズン開始前にどのチームとも移籍契約が成立しなかったため、1990-91シーズンの出場資格を失ったボスマンは、RFCリエージュとベルギーサッカー協会に対し、所有権の放棄を求めてベルギー国内の裁判所に提訴し、勝訴した。
ボスマンはその後、ヨーロッパサッカー連盟（UEFA）に対し、
1. クラブとの契約が完全に終了した選手の所有権を、クラブは主張できない（つまり契約が終了した時点で移籍が自由化される）事の確認
2. EU域内であれば、EU加盟国籍所有者の就労は制限されないとしたEUの労働規約を、プロサッカー選手にも適用するべきである

の訴えを欧州司法裁判所に起こし、1995年12月15日に出た判決で勝訴した。その結果、ボスマン自身はピッチ上での（選手としての）業績よりも、むしろこの判決をもたらした存在として広く知られている。
ボスマンは裁判には勝ったものの、この裁判によって有名になってしまい、所属クラブや協会とトラブルを起こしたという経歴を持つことを嫌って各クラブが獲得に及び腰になってしまい、ボスマンはアマチュアとしてキャリアを終えた（後述のインタビューにてベルギーサッカー界からは追放状態であることを明かしている）。
裁判から20年以上経った2017年にインタビューを受け、訴訟で得た賠償金も税金や弁護士報酬、夫人との離婚でほとんど消え、現在は国際プロサッカー選手会(FIFpro)から支援を受けつつも、裁判でベルギーサッカー協会、FIFA、UEFAと対立した経歴から、引退後も定職につけず、困窮している状態を告白している。

## ボスマン判決
サッカーの移籍ルールに対して彼が起こした異議申し立ては、いわゆる「ボスマン判決」という結果をもたらした。この画期的な判決により、サッカー選手の雇用形態はそれ以前と完全に異なるものとなり、欧州連合（EU）域内のプロ選手は、現在所属するチームとの契約満了と同時に自由な移籍が可能となった。
また、EU域内の国に国籍を持つ選手は、外国籍として登録できなくなった。外国籍という枠が取り払われることにより、資金さえあれば多くの有名選手をかき集めることが可能となり、EU域内各国のサッカーリーグは極端なマネーゲームに晒されることとなった。
豊富な資金力を背景にしたクラブは選手獲得の上でも有利となり、一方で資金に乏しいクラブには選手の流出、空洞化が起きるなど、ボスマンの起こしたこの裁判は、多くの変化を欧州サッカー界にもたらした。